# گفتگوها در باب دین طبیعی

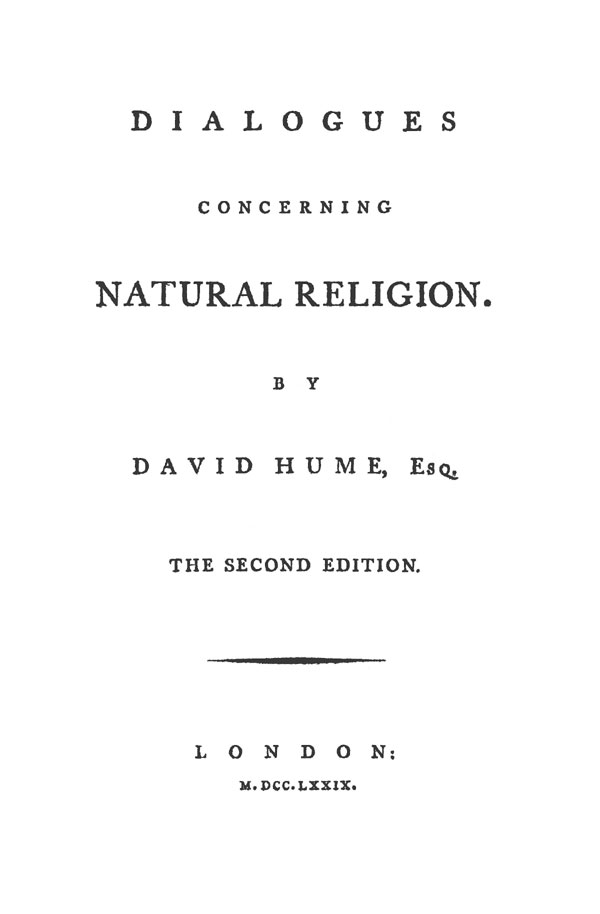
صفحه عنوان

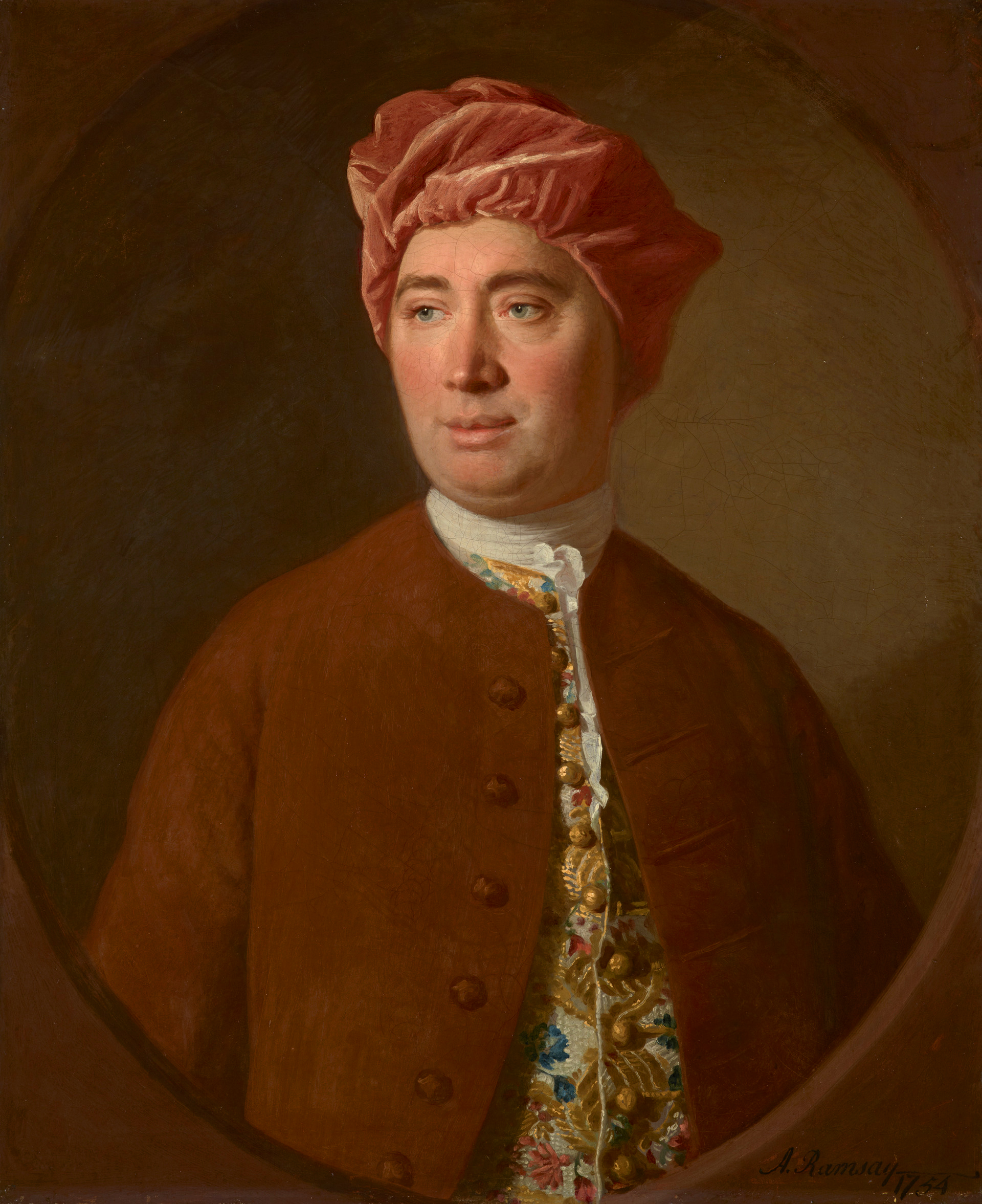
دیوید هیوم

گفتگوها در باب دین طبیعی (به انگلیسی: Dialogues Concerning Natural Religion) اثری فلسفی نوشته دیوید هیوم فیلسوف اسکاتلندی است. کتاب شامل مکالمات یا گفتگوهای میان سه شخصیت خیالی به نام‌های دمه‌آ مدافع دین وحیانی، کلئانت نماینده دین طبیعی و فیلون شکاک است. اگرچه هر سه قبول دارند که خدا وجود دارد، درباره طبیعت خدا، ویژگی‌هایش و اینکه چگونه (یا آیا اصلاً) بشر قادر به شناخت خدا هست اختلاف عمده دارند.
در مکالمات، شخصیت‌های هیوم درباره چند مورد از براهین اثبات خدا و براهینی که مدافعان‌اش معتقدند از طریق‌ها آنها می‌توان سرشت خدا را شناخت بحث می‌کنند. برخی از موضوع‌های مورد بحث، برهان نظم است، که در آن هیوم از تشبیه خانه استفاده می‌کند، و همچنین برهان شر و اینکه آیا در جهان بیشتر رنج یا خوبی وجود دارد.
هیوم، نوشتن مکالمات را در سال ۱۷۷۰ آغاز کرد، ولی تا ۱۷۷۶، اندکی پیش از درگذشت‌اش کتاب را تکمیل نکرد. این کتاب تا حدودی بر اساس طبیعت خدایان سیسرون نوشته شده‌است. مکالمات در سال ۱۷۷۹ پس از مرگ نویسنده بدون نام نویسنده یا نام ناشر آن منتشر شد.

## برگردان فارسی
این کتاب تاکنون با دو ترجمه وارد بازار نشر شده:
- گفتگوهایی درباره دین طبیعی؛ خوانشی دیگر از دیوید هیوم. ترجمهٔ رسول رسولی‌پور. تهران: انتشارات حکمت[۱] شابک ‎۹۷۸−۹۶۴−۲۴۴−۱۸۱−۵
- گفتگوها در باب دین، ترجمهٔ حمید اسکندری، نشر علم [۲]

## شخصیت‌ها
- پامفیلوس[پانویس ۱]
- کلئانتس[پانویس ۲]
- فیلو[پانویس ۳]
- دمه‌آ [؟][پانویس ۴]